# Бенуа Жако
Бенуа́ Жако́ (фр. Benoît Jacquot, нар. 5 лютого 1947) — французький кінорежисер і сценарист.

## Життєпис
Бенуа Жако народився 5 лютого 1947 року в Парижу. В 17-річному віці став асистентом режисера Бернара Бордері́ на зйомках одного з фільмів про Анжеліку. На початку 1970-х років він працював на телебаченні, де знімав документальні фільми і екранізації художніх творів (зокрема, Кафки і Бланшо). Також брав участь в створенні експериментальних картин Маргерsт Дюрас «Наталі Гранже» і «Пісня Індії» (1975).
Першим самостійним повнометражним фільмом став «Вбивця-музикант», знятий у 1976 році за мотивами творів Ф. М. Достоєвського з Анною Каріна в головній ролі.
У 1981 році поставив мелодраму, яка принесла Бенуа Жако справжній успіх, — «Крила голубки» (1981) з Ізабель Юппер та Домінік Санда в головних ролях. Успіхом у глядачів у 1980-ти роки користувалися також театральні роботи Бенуа Жако та поставлені ним телефільми.
У 1997 році Бенуа Жако поставив драму «Сьоме небо», номіновану на «Золотого лева» Венеційського кінофестивалю. У 1998 році він зняв стрічку «Школа плоті» з Ізабель Юппер (номінація на Золоту пальмову гілку на кінофестивалі в Каннах), у 2002 — драму «Адольф» з Ізабель Аджані. У 2000 році зняв костюмовану драму про маркізу де Сада («Сад») з Данієлем Отеєм в головній ролі, у 2001-м створив кіноверсію опери Джакомо Пуччіні «Тоска».
У 2003 році був постановником опери Жюля Массне «Вертер» в Королівському театрі Ковент-гарден.
Фільм Бенуа Жако «Тільки не скандал» брав участь в конкурсній програмі 56-го Венеційського кінофестивалю 1999 року. «Прощавай, моя королево», що отримав десять номінацій премії «Сезар» 2013 року, відкривав 62-й Берлінський міжнародний кінофестиваль в лютому 2012 року.
У 2014 році Бенуа Жако поставив фільм «3 серця», який номінувався на «Золотого лева» 62-го Венеційського кінофестивалю.
Фільм Бенуа Жако 2018 року «Єва», поставлений за романом Джеймса Гедлі Чейза з Ізабель Юппер у головній ролі, був відібраний для участі в головній конкурсній програмі 68-го Берлінського міжнародного кінофестивалю 2018 року.

## Особисте життя
Бенуа Жако кілька років перебував у цивільного шлюбі з акторкою Анн Косіньї, з якою має двох синів — Владими́ра Косіньї (нар. 26.06.1988), який також став актором, та Луї Жако (нар. 1997).

## Вибіркова фільмографія
Режисер
- 1976: Вбивця-музикант / L'assassin musicien
- 1977: Діти з шафи / Les enfants du placard
- 1981: Крила голубки / Les ailes de la colombe
- 1986: Тіла і власність / Corps et biens
- 1988: Звір у джунглях / La bête dans la jungle,  телевізійний
- 1990: Розчарована / La désenchantée
- 1994: 3000 сценаріїв проти вірусу / 3000 scénarios contre un virus, телесеріал
- 1995: Великі письменники / Un siècle d'écrivains, телесеріал
- 1995: Самотня дівчина / La fille seule
- 1997: Сьоме небо / Le septième ciel
- 1997: Маріанна / Marianne
- 1998: Школа плоті / L'École de la chair
- 1999: Тільки не скандал / Pas de scandale
- 2000: Сад / Sade
- 2000: Фальшива служниця / La Fausse suivante
- 2001: Тоска / Tosca
- 2002: Адольф / Adolphe
- 2004: Принцеса Марія Бонапарт / Princesse Marie,  телевізійний
- 2004: До швидкого! / À tout de suite
- 2006: Бандит Гаспар / Gaspard le bandit,  телевізійний
- 2006: Недоторканний / L'intouchable
- 2009: Вілла Амалія / Villa Amalia
- 2010: Вертер / Werther,  телевізійний
- 2010: Фальшивомонетники / Les faux-monnayeurs,  телевізійний
- 2010: У лісовій хащі / Au fond des bois
- 2012: Прощавай, моя королево / Les adieux à la reine
- 2013: Венеція 70: Перезавантаження майбутнього / Venice 70: Future Reloaded
- 2014: 3 серця / 3 coeurs
- 2015: Щоденник покоївки / Journal d'une femme de chambre
- 2018: Єва / Eva

## Нагороди і номінації
| Нагороди та номінації | Нагороди та номінації      | Нагороди та номінації                       | Нагороди та номінації  | Нагороди та номінації | Нагороди та номінації |
| Рік                   | Нагорода                   | Категорія                                   | Номінант               | Результат             |                       |
| --------------------- | -------------------------- | ------------------------------------------- | ---------------------- | --------------------- | --------------------- |
| 1997                  | Венеційський кінофестиваль | Золотий лев                                 | Сьоме небо             | Номінація             |                       |
| 1998                  | Каннський кінофестиваль    | Золота пальмова гілка                       | Школа плоті            | Номінація             |                       |
| 1999                  | Венеційський кінофестиваль | Золотий лев                                 | Тільки не скандал      | Номінація             |                       |
| 2006                  | Венеційський кінофестиваль | Золотий лев                                 | Недоторканний          | Номінація             |                       |
| 2012                  | Берлінський кінофестиваль  | Золотий ведмідь                             | Прощавай, моя королево | Номінація             |                       |
| 2012                  | Приз Луї Деллюка           | Найкращий фільм                             | Прощавай, моя королево | Перемога              |                       |
| 2013                  | Премія «Сезар»             | Найкращий фільм                             | Прощавай, моя королево | Номінація             |                       |
| 2013                  | Премія «Сезар»             | Найкраща режисерська робота                 | Прощавай, моя королево | Номінація             |                       |
| 2013                  | Премія «Сезар»             | Найкращий сценарій (Прощавай, моя королево) | Прощавай, моя королево | Номінація             |                       |
| 2015                  | Берлінський кінофестиваль  | Золотий ведмідь                             | Щоденник покоївки      | Номінація             |                       |
| 2015                  | Премія «Люм'єр»            | Найкращий режисер                           | 3 серця                | Номінація             |                       |
| 2018                  | Берлінський кінофестиваль  | Золотий ведмідь                             | Єва                    | В очікуванні          |                       |